# كيفر رافينا
كيفر رافينا مواليد 27 أكتوبر 1993 في إيلويلو، هو لاعب كرة سلة محترف فلبيني بدأ مسيرته الاحترافية في سنة 2016 ويحمل الرقم 15. يبلغ طوله 6 قدم 0 بوصة (1.8 م). يلعب في الدوري الفلبيني. مثّل منتخب بلاده. ترشح لجائزة أفضل لاعب في بطولة فيبا آسيا تحت 18 سنة 2010.

## روابط خارجية
- كيفر رافينا على موقع IMDb (الإنجليزية)
- كيفر رافينا على موقع الاتحاد الدولي لكرة السلة (الإنجليزية)
- كيفر رافينا على موقع كرة السلة الأوروبية.كوم (الإنجليزية)
- كيفر رافينا على موقع ريلجم (الإنجليزية)
- كيفر رافينا على موقع بروبوليرز (الإنجليزية)
- كيفر رافينا على موقع سبورتس رفرنس (الإنجليزية)